# Ульфар
Ульфар (Гульфар; лат. Ulfari или лат. Gulfari; умер не ранее 599) — лангобардский герцог Тревизо до 591 или 592 года; затем военачальник на службе Византии.

## Биография
Об Ульфаре сообщается в «Истории лангобардов» Павла Диакона. Скорее всего, он также упоминается в одном из писем папы римского Григория I Великого.
В исторических источниках Ульфар называется дуксом (герцогом) Тревизо.
В 590-е годы в Лангобардском королевстве произошли несколько крупных мятежей против короля Агилульфа. Их возглавляли знатные и влиятельные персоны: в 590—591 годах — герцог Мимульф из Сан-Джулио, в 596 или 597 году — герцоги Варнекаут Павийский, Зангрульф Веронский и Гайдульф Бергамский. О причинах этих восстаний в средневековых трудах не сообщается. В 591 или 592 году против Агилульфа поднял мятеж и Ульфар. Однако осаждённый королевским войском в Тревизо, он был вынужден сдаться.
О дальнейшей судьбе Ульфара в сочинении Павла Диакона не сообщается. Однако современные нам историки считают, что изгнанный из своих владений Агилульфом Ульфар мог перейти на военную службу к византийцам. На основании ономастических данных они отождествляют Ульфара с военным магистром Гульфаром, который был адресатом одного из писем папы римского Григория I Великого. В этом датированном маем или июнем 599 года послании наместник Святого Престола хвалил византийского военачальника за успешную борьбу с вызванным спором о трёх главах расколом среди христиан Истрии. В письме Григорий I Великий называл Ульфара «славным сыном» и очень высоко оценивал его деятельность по сохранению верности истрийцев папству. Скорее всего, Ульфар был тогда дуксом Истрии, исповедовал ортодоксальное христианство и также как и Григорий I Великий был приверженцем трёх глав.